# アダムズ (小惑星)
アダムズ (1996 Adams) は小惑星帯の小惑星である。ゲーテ・リンク天文台で行なわれたインディアナ小惑星計画で発見された。
イギリスの数学者・天文学者で、海王星の予想軌道を計算したことで発見者の一人とされているジョン・クーチ・アダムズに因んで命名された。